# جي. إي. غاندي
جي. إي. غاندي هو سياسي أمريكي، ولد في 24 أغسطس 1847 في مقاطعة فوند دو لاك في الولايات المتحدة، وتوفي في 2 يونيو 1934 في سبوكين في الولايات المتحدة. نشط حزبياً في الحزب الجمهوري. وقد انتخب عضو مجلس نواب واشنطن ‏.